# Codonopsis tubulosa
Codonopsis tubulosa är en klockväxtart som beskrevs av Vladimir Leontjevitj Komarov. Codonopsis tubulosa ingår i släktet Codonopsis, och familjen klockväxter. Inga underarter finns listade i Catalogue of Life.